# Всемирный оргазм
«Всеми́рный орга́зм» (англ. Global Orgasm или сокращённо GORG) — акция, проводящаяся в день зимнего солнцестояния (21 или 22 декабря) начиная с 2006 года, оканчивая (планировалось) «концом света» в день зимнего солнцестояния 2012 года. Суть акции состоит в том, чтобы все люди на Земле в один день (а лучше — в один час и даже минуту) тем или иным образом испытали оргазм. При этом они должны думать о мире, чтобы передать «положительную энергию» Земле. Позже было решено не привязывать акцию к конкретной минуте или часу из-за различия часовых поясов.

## Описание
«Всемирный оргазм» напоминает такие явления, как массовая медитация или коллективная молитва, которые, как считается участниками Проекта «Глобальное сознание» (Global Consciousness Project — GCP), могут повлиять на «энергетическое поле» Земли, в частности, на генерацию случайных чисел (GCP/EGG). Организаторы «Всемирного оргазма» надеялись создать положительные изменения в «энергетическом поле» Земли, которое смогло бы зафиксировать GCP.
Цель акции — сведение к минимуму вероятности возникновения войн, социальное и половое равенство, борьба с глобальным потеплением.
Местом проведения акции указывалось любое место на Земле, но особенно в странах, обладающих оружием массового поражения. Толчком к началу акции послужил вход двух военных кораблей США в Персидский залив.

## Организаторы
Организаторы проекта — Донна Шихэн (Donna Sheehan) (Донна также участвовала в акции борьбы за мир: в 2002 году она и ещё 50 женщин полностью разделись и выложили в общественном парке на траве своими телами слово «PEACE») и её муж Пол Реффелл (Paul Reffell). Позднее их дело подхватили воспитательница в детском саду, врач-массажист и художница Виктория «Эни» Синклэйр (Victoria «Ani» Sinclair), называющая себя Жрица Анела (Priestess Anela), и её партнёр — доктор философии, врач-сексолог и художник Стив Швейцер (Steve Schweitzer).

## Хронология
- 2006 — 22 декабря
- 2007 — 22 декабря (было уточнено точное время астрономического солнцестояния: 06:08 по Гринвичу).
- 2008 — 21 декабря[7]
- 2009 — 21 декабря[3]
- 2011 — 21 июня[уточнить] (акция повторно состоялась 21 декабря)[8].
- 2012 — 21 декабря
- 2015 — 22 декабря[9]
- 2016 — 21 декабря[10]
- 2017 — 21 декабря
- 2018 — 21 декабря
- 2019 — 21 декабря
- 2020 — 21 декабря
- 2021 — 21 декабря
- 2022 — 21 декабря
- 2023 — 22 декабря